# 依田巽
依田 巽（よだ たつみ、1940年〈昭和15年〉5月27日 - ）は、日本の実業家。株式会社ティー ワイ リミテッド代表取締役会長、ギャガ株式会社代表取締役社長CEO、株式会社ティー ワイ エンタテインメント代表取締役会長、株式会社ドリーミュージック取締役最高顧問。秋田県鹿角郡小坂町観光大使。長野県長野市出身。栄典はレジオンドヌール勲章オフィシエ章。

## 経歴
1940年5月27日に長野県長野市で生まれる。明治大学経営学部卒業。1963年に長田電機工業に入社、1969年に山水電気に転職。
1988年にトーマス・ヨダ・リミテッド（現・ティー ワイ リミテッド）を設立。その後、松浦勝人らと出会いエイベックス・ディー・ディー（初代法人）顧問に就任、1992年に会長に就任、1995年に社長を兼務。2003年に日本レコード協会会長に就任。
2004年にエイベックスの会長を退任。同年12月にギャガ・コミュニケーションズ（現・ギャガ）会長に就任、2009年に社長CEOを兼務。
2008年の第21回東京国際映画祭（TIFF&TIFFCOM）より5年間チェアマンを務め、世界の映画祭に先駆けてエコロジーをテーマに、グリーンカーペットを実施した。

## 履歴

### 学歴・職歴
- 1963年（昭和38年）3月 - 明治大学経営学部卒業[8]。
- 1963年（昭和38年）4月 - 長田電機工業株式会社入社[8]。
- 1969年（昭和44年）4月 - 山水電気株式会社入社[8]。
- 1975年（昭和50年）4月 - サンスイ・エレクトロニクス・コーポレーション副社長 ロサンゼルス支店支店長[6]。
- 1985年（昭和60年）6月 - 山水電気株式会社 貿易部第一部長[6]。
- 1986年（昭和61年）1月 - 山水電気株式会社取締役 HE事業部海外営業部部長兼国際戦略室室長[6]。
- 1986年（昭和61年）1月 - サンスイ・エレクトロニクス・コーポレーション社長[6]。
- 1986年（昭和61年）1月 - サンスイ・エレクトロニクス（ドイツ）社長[6]。
- 1986年（昭和61年）1月 - サンスイ・エレクトロニクス・UK・リミテッド社長[6]。
- 1988年（昭和63年）1月 - 山水電気株式会社退職[8]。
- 1988年（昭和63年）3月 - 株式会社トーマス・ヨダ・リミテッド（現・株式会社ティー ワイ リミテッド）設立 代表取締役[6]。
- 1988年（昭和63年）8月 - エイベックス・ディー・ディー株式会社（初代法人）顧問[8]。
- 1990年（平成2年）2月 - エイベックス・ディー・ディー株式会社（初代法人）取締役[8]。
- 1992年（平成4年）12月 - エイベックス・ディー・ディー株式会社（初代法人）取締役会長[8]。
- 1993年（平成5年）9月 - エイベックス・ディー・ディー株式会社（初代法人）代表取締役会長[8]。
- 1995年（平成7年）1月 - エイベックス・ディー・ディー株式会社（初代法人）代表取締役会長兼社長[8]。
- 1997年（平成9年）4月 - 財団法人日本音楽産業・文化振興財団（現・一般財団法人日本音楽産業・文化振興財団）理事[6]。
- 1998年（平成10年）4月 - 社団法人日本レコード協会（現・一般社団法人日本レコード協会）理事[6]。
- 1998年（平成10年）7月 - 艾迴股分有限公司董事長[9]。
- 1999年（平成11年）10月 - 社団法人日本レコード協会（現・一般社団法人日本レコード協会）副会長[6]。
- 1999年（平成11年）10月 - 国際レコード産業連盟アジア太平洋地域理事[7]。
- 1999年（平成11年）12月 - 株式会社ギャガ・コミュニケーションズ（現：ギャガ株式会社）取締役[7]。
- 2000年（平成12年）2月 - 学校法人明治大学評議員[7]。
- 2000年（平成12年）3月 - エイベックス ネットワーク株式会社代表取締役社長[10]。
- 2000年（平成12年）3月 - 国際レコード産業連盟中央理事会理事[7]。
- 2000年（平成12年）8月 - 株式会社ティ・ジョイ取締役（現任）[7]。
- 2001年（平成13年）4月 - 財団法人日本音楽産業・文化振興財団（現・一般財団法人日本音楽産業・文化振興財団）理事長[7]。
- 2003年（平成15年）1月 - 一般財団法人国際セラピードッグ協会役員（現任）[7]。
- 2003年（平成15年）3月 - 社団法人日本レコード協会（現・一般社団法人日本レコード協会）会長[11]。
- 2003年（平成15年）3月 - 楽天株式会社社外取締役[7]。
- 2003年（平成15年）4月 - 経済産業省 コンテンツ産業国際戦略研究会委員[7]。
- 2003年（平成15年）7月 - 社団法人日本経済団体連合会（現・一般社団法人日本経済団体連合会）産業問題委員会エンターテインメント・コンテンツ産業部会部会長[7]。
- 2003年（平成15年）10月 - 内閣官房知的財産戦略推進事務局 コンテンツ専門調査会委員[7]。
- 2004年（平成16年）2月 - 社団法人日本経済団体連合会（現・一般社団法人日本経済団体連合会）理事（現・幹事）[7]。
- 2004年（平成16年）4月 - 株式会社エレファント・ピクチャー代表取締役会長[12]。
- 2004年（平成16年）4月 - 特定非営利活動法人エンターテインメント・ロイヤーズ・ネットワーク理事[7]。
- 2004年（平成16年）8月 - 社団法人日中協会（現・一般社団法人日中協会）理事[6]。
- 2004年（平成16年）8月 - エイベックス株式会社名誉会長[13]。
- 2004年（平成16年）12月 - 特定非営利活動法人映像産業振興機構理事[6]。
- 2004年（平成16年）12月 - 株式会社ギャガ・コミュニケーションズ（現・ギャガ株式会社）代表取締役会長[14]。
- 2005年（平成17年）1月 - エイベックス株式会社顧問[15]。
- 2005年（平成17年）1月 - 株式会社ドリーミュージック特別顧問[16]。
- 2005年（平成17年）1月 - 社団法人外国映画輸入配給協会（現・一般社団法人外国映画輸入配給協会）理事（現任）[6]。
- 2005年（平成17年）3月 - エイベックス株式会社退職[17]。
- 2005年（平成17年）4月 - 株式会社ティー ワイ リミテッド代表取締役会長（現任）[7]。
- 2005年（平成17年）4月 - 株式会社ドリーミュージック相談役[18]。
- 2005年（平成17年）4月 - 財団法人日本映像国際振興協会（現・公益財団法人ユニジャパン）理事（現任）[6]。
- 2005年（平成17年）4月 - 財団法人日本音楽産業・文化振興財団（現・一般財団法人日本音楽産業・文化振興財団）特別顧問[6]。
- 2005年（平成17年）7月 - 特定非営利活動法人映像産業振興機構幹事理事（現任）[6]。
- 2005年（平成17年）8月 - 株式会社ドリーミュージック代表取締役会長[7]。
- 2006年（平成18年）6月 - 秋田県鹿角郡小坂町観光大使（現任）[19]。
- 2006年（平成18年）12月 - 株式会社フィロソフィア・エンタテインメント・アライアンス（現・フィロソフィア株式会社）非常勤取締役（現任）[7]。
- 2007年（平成19年）2月 - JAPAN国際コンテンツフェスティバル実行委員会副委員長（現任）[6]。
- 2007年（平成19年）5月 - 社団法人日本映像ソフト協会（現・一般社団法人日本映像ソフト協会）理事（現任）[6]。
- 2008年（平成20年）3月 - 東京国際映画祭チェアマン[20]。
- 2008年（平成20年）4月 - 財団法人東京交響楽団（現・公益財団法人東京交響楽団）理事（現任）[7]。
- 2008年（平成20年）8月 - 株式会社ティー ワイ エンタテインメント代表取締役会長（現任）[21]。
- 2009年（平成21年）4月 - 社団法人日本レコード協会（現・一般社団法人日本レコード協会）顧問（現任）[6]。
- 2009年（平成21年）7月 - 社団法人日中協会（現・一般社団法人日中協会）副会長（現任）[6]。
- 2009年（平成21年）7月 - 株式会社ギャガ・コミュニケーションズ（現・ギャガ株式会社）代表取締役会長兼社長CEO[7]。
- 2010年（平成22年）9月 - アイティア株式会社取締役[7]。
- 2012年（平成24年）9月 - 公益財団法人東京交響楽団副理事長（現任）[22]。
- 2012年（平成24年）9月 - 一般財団法人渡辺音楽文化フォーラム理事（現任）[6]。
- 2013年（平成25年）3月 - 内閣府 クールジャパン推進会議議員[6]。
- 2013年（平成25年）3月 - 経済産業省 クリエイティブ産業国際展開懇談会座長[23]。
- 2013年（平成25年）4月 - 東京国際映画祭実行委員会委員（現任）[6]。
- 2016年（平成28年）4月 - ギャガ株式会社代表取締役会長CEO[24]。
- 2017年（平成29年）3月 - 株式会社ドリーミュージック取締役最高顧問（現任）[25]。
- 2018年（平成30年）6月 - ギャガ株式会社代表取締役会長兼社長CEO[7]。
- 2020年（令和2年）6月 - ギャガ株式会社代表取締役社長CEO（現任）
- 2020年（令和2年）6月 - 米国・映画芸術科学アカデミー会員（Executives Branch）（現任）
- 2021年（令和3年）12月 - 株式会社フェイス レーベル統括最高顧問（現任）

### 受賞・栄誉
- 2012年（平成24年）4月 - 芸術文化勲章オフィシエ章（フランス共和国文化省）[26][27]。
- 2012年（平成24年）6月 - 第31回藤本賞特別賞（一般社団法人映画演劇文化協会）[28]。
- 2012年（平成24年）11月 - 日本の映画産業界に対する貢献を称える特別賞（アメリカ映画協会・在アメリカ合衆国日本国大使館）[29]。
- 2017年（平成29年）2月 - レジオンドヌール勲章オフィシエ章（フランス共和国）[30][31]。
- 2019年（令和元年）12月 - モーション・ピクチャー・アソシエーション（MPA）アジア太平洋州クリエイティビティアワード　2019
- 2021年（令和3年）12月 - 第66回「映画の日」特別功労章
- 2022年（令和4年）4月 - 一般社団法人日本レコード協会 創立80周年記念功労者

## 作品一覧

### 実写映画
- 2006年 バックダンサーズ!（製作）
- 2006年 地下鉄に乗って（エグゼクティブプロデューサー）
- 2006年 手紙（製作エグゼクティブ）
- 2007年 天国は待ってくれる（製作エグゼクティブ）
- 2007年 遠くの空に消えた（製作エグゼクティブ）
- 2008年 明日への遺言（エグゼクティブプロデューサー）
- 2008年 ぼくたちと駐在さんの700日戦争（製作エグゼクティブ）
- 2008年 ヤーチャイカ（製作）
- 2008年 蛇にピアス（製作エグゼクティブ）
- 2008年 まぼろしの邪馬台国（製作）
- 2009年 鎧 サムライゾンビ（英語版）（製作）
- 2009年 鈍獣（エグゼクティブプロデューサー）
- 2010年 ふたたび swing me again（製作）
- 2011年 白夜行（製作）
- 2011年 大木家のたのしい旅行 新婚地獄篇（統括エグゼクティブ）
- 2012年 ヒミズ（製作）
- 2012年 はやぶさ 遥かなる帰還（製作）
- 2013年 草原の椅子（製作）
- 2013年 劇場版 タイムスクープハンター -安土城 最後の1日-（製作統括）
- 2013年 そして父になる（製作）
- 2013年 武士の献立（製作代表）
- 2014年 偉大なる、しゅららぼん（製作）
- 2014年 渇き。（製作）
- 2015年 繕い裁つ人（製作）
- 2015年 味園ユニバース（共同製作）
- 2015年 海街diary（製作）
- 2015年 映画 みんな!エスパーだよ!（製作）
- 2016年 海よりもまだ深く（製作）
- 2016年 サブイボマスク（製作）
- 2016年 溺れるナイフ（製作）
- 2016年 イタズラなKiss THE MOVIE Part1 ハイスクール編（エグゼクティブプロデューサー）
- 2017年 イタズラなKiss THE MOVIE Part2 キャンパス編（エグゼクティブプロデューサー）
- 2017年 美しい星（製作）
- 2017年 三度目の殺人（製作）
- 2017年 イタズラなKiss THE MOVIE Part3 プロポーズ編（エグゼクティブプロデューサー）
- 2017年 リベンジgirl（製作）
- 2018年 嘘八百（製作）
- 2018年 万引き家族（製作）
- 2019年 サムライマラソン（製作）
- 2019年 映画 賭ケグルイ（製作）
- 2019年 さよならくちびる（製作）
- 2019年 劇場版 ファイナルファンタジーXIV 光のお父さん（製作）
- 2019年 アイネクライネナハトムジーク（製作）
- 2019年 地獄少女（製作）
- 2020年 嘘八百 京町ロワイヤル（製作）
- 2020年 きみの瞳が問いかけている（製作総指揮）
- 2020年 ゾッキ（製作）
- 2021年 すばらしき世界（製作）
- 2021年 映画　賭ケグルイ　絶体絶命ロシアンルーレット（製作）
- 2021年 MANKAI MOVIE「A3!」 SPRING & SUMMER（製作）
- 2022年 MANKAI MOVIE「A3!」 AUTUMN & WINTER（製作）
- 2022年 今はちょっと、ついてないだけ（製作）
- 2022年 マイスモールランド（製作）
- 2022年 流浪の月（製作エグゼクティブ）
- 2022年 キャメラを止めるな!（エグゼクティブプロデューサー）
- 2022年 異動辞令は音楽隊!（製作）
- 2022年 百花（共同製作）
- 2024年 52ヘルツのクジラたち（共同製作）
- 2024年 告白 コンフェッション（共同製作）
- 2024年 言えない秘密（共同製作）
- 2024年 あたしの!（共同製作）

### アニメ映画
- 2001年 頭文字D Third Stage（製作）
- 2012年 マジック・ツリーハウス（製作）
- 2013年 映画はなかっぱ 花さけ!パッカ〜ん♪ 蝶の国の大冒険（製作）
- 2014年 BUDDHA2 手塚治虫のブッダ -終わりなき旅-（製作）
- 2016年 ちえりとチェリー（エグゼクティブプロデューサー）
- 2017年 劇場版 FAIRY TAIL -DRAGON CRY-（製作）
- 2018年 若おかみは小学生!（企画）
- 2019年 ぼくらの7日間戦争（製作総指揮）
- 2021年 リョーマ! The Prince of Tennis 新生劇場版テニスの王子様（総合プロデューサー）
- 2022年 ぼくらのよあけ（製作）

### テレビアニメ
- 2002年 アソボット戦記五九（企画）
- 2016年 レガリア The Three Sacred Stars（企画）
- 2016年 フリップフラッパーズ（企画）
- 2017年 ゼロから始める魔法の書（企画）
- 2017年 天使の3P!（企画）
- 2017年 このはな綺譚（企画）
- 2018年 若おかみは小学生!（企画）
- 2018年 鹿楓堂よついろ日和（企画）
- 2018年 CONCEPTION（企画）